# Okres Strzelce-Drezdenko
Okres Strzelce-Drezdenko (polsky Powiat strzelecko-drezdenecki) je okres v polském Lubušském vojvodství. Rozlohu má 1248,32 km² a v roce 2020 zde žilo 46 446 obyvatel. Sídlem správy okresu je město Strzelce Krajeńskie.

## Gminy
Městsko-vesnické:
- Dobiegniew
- Drezdenko
- Strzelce Krajeńskie

Vesnické:
- Stare Kurowo
- Zwierzyn

## Města
- Dobiegniew
- Drezdenko
- Strzelce Krajeńskie

## Sousední okresy
| Růžice kompasu | Myślibórz           | Choszczno                | Wałcz              | Růžice kompasu |
| Růžice kompasu | Gorzów              | Sever                    | Czarnków-Trzcianka | Růžice kompasu |
| Růžice kompasu | Gorzów              | Okres Strzelce-Drezdenko | Czarnków-Trzcianka | Růžice kompasu |
| Růžice kompasu | Gorzów              | Jih                      | Czarnków-Trzcianka | Růžice kompasu |
| Růžice kompasu | Gorzów, Międzyrzecz | Międzyrzecz              | Międzychód         | Růžice kompasu |